# Joias da Coroa Portuguesa

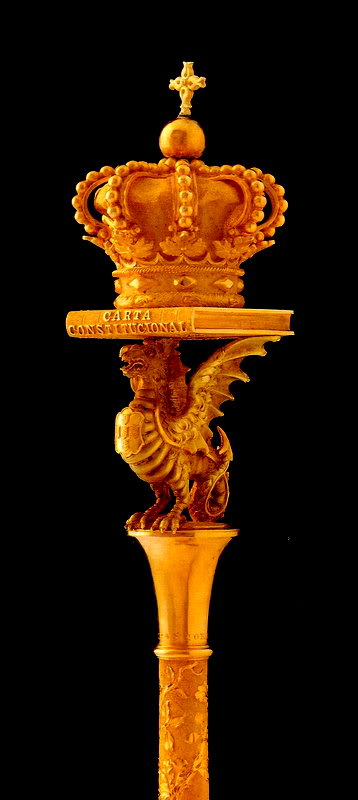
Cetro do dragão, feito para a aclamação da rainha D. Maria II, simbolizando a Coroa de Portugal, a Carta Constitucional de 1826, e uma serpe emblemática da Casa de Bragança

As Joias da Coroa Portuguesa são peças de joalharia, insígnias e paramentos usados pelos reis de Portugal durante a monarquia portuguesa. Ao longo dos nove séculos de história, as joias da coroa portuguesa perderam e ganharam património. A maior parte do atual conjunto é dos reinados de D. João VI e D. Luís I.

## História
No final do século XV Portugal reunia um rico tesouro de joias resultado do reinado de D. Manuel I (1495-1521), um dos homens mais poderosos do mundo na época, conhecido pelo seu prazer na ostentação. 
Grande parte destas joias perder-se-ia durante a tomada da coroa portuguesa pelos Habsburgos.
No início de 1581, resistindo à união ibérica, António de Portugal, Prior do Crato, neto de D. Manuel, que fora aclamado rei por parte da população recolheu as joias da Coroa Portuguesa antes de Filipe I ser feito o Rei de Portugal. Procurando apoio para a sua causa, fugiu para a França levando consigo as joias, incluindo muitos diamantes valiosos. Bem recebido pela rainha consorte Catarina de Médici, vendeu-lhe algumas das peças em troca de apoio da França nos planos para recuperar o trono e depor Filipe I. Quando as forças luso-francesas foram vencidas nos Açores, em 1583, D. António partiu para o exílio e nuredicou a vida tentar recuperar o trono. Em Inglaterra pediu o auxílio da rainha Isabel I a quem terá entregue joias como penhor, entre as quais o famoso "espelho de Portugal", descrito como um diamante quadrangular de cerca de 30 quilates, por várias tentativas de tomar Lisboa, como a da Contra armada inglesa de Julho de 1589. Após várias tentativas falhadas, a pobreza levou-o a vender muitos dos diamantes restantes como o diamante Sancy. O último e melhor diamante, conhecido como diamante Sancy seria adquirido por Nicolas de Harlay de Sancy, passando para Maximilien de Béthune vindo a ser incluído nas joias da coroa francesa.
Durante a Guerra da Restauração, João II de Bragança vendeu muitas das joias da Coroa portuguesa para financiar a guerra com Espanha. Quando se tornou rei de Portugal em 1640 e deposta a Casa de Habsburgo, colocou a sua coroa aos pés de uma estátua de Nossa Senhora da Imaculada Conceição declarando-a a "verdadeira Rainha de Portugal". Desde então, os monarcas portugueses não têm uma coroação, mas sim uma aclamação.

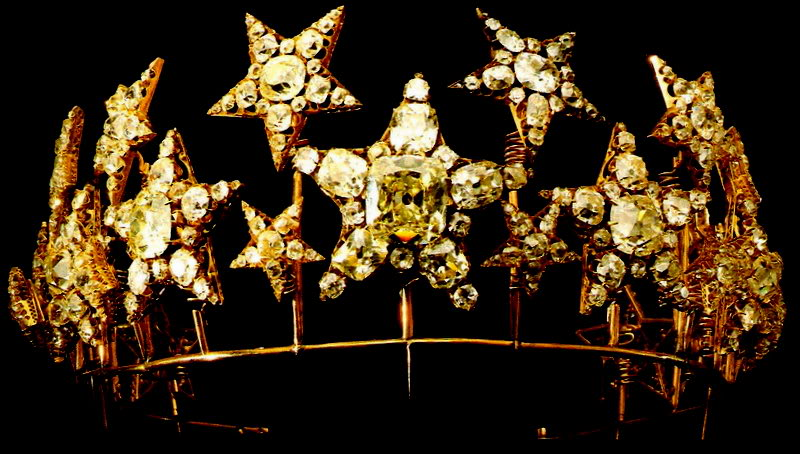
Diadema das estrelas, de diamantes, ouro feito para Maria Pia de Saboia.

Em 1755 o grande terremoto de Lisboa destruiu o Paço da Ribeira, residência real portuguesa. Com a destruição do palácio, inúmeras joias da coroa portuguesa da época foram destruídas, perdidas ou roubadas.
Quando a sua corte esteve no Rio de Janeiro, D. João VI mandou fazer um novo conjunto de joias da Coroa. Criadas pelo joalheiro real na oficina de António Gomes da Silva, o conjunto incluiu uma nova coroa e cetro, entre uma infinidade de peças. As peças desta época são a maioria do atual conjunto de joias da coroa portuguesa.
A Rainha, D. Maria I, em 1808, inclusive tem o cuidado de louvar a função de guarda-joias ao serviço da Casa Real por um despacho público e edital.

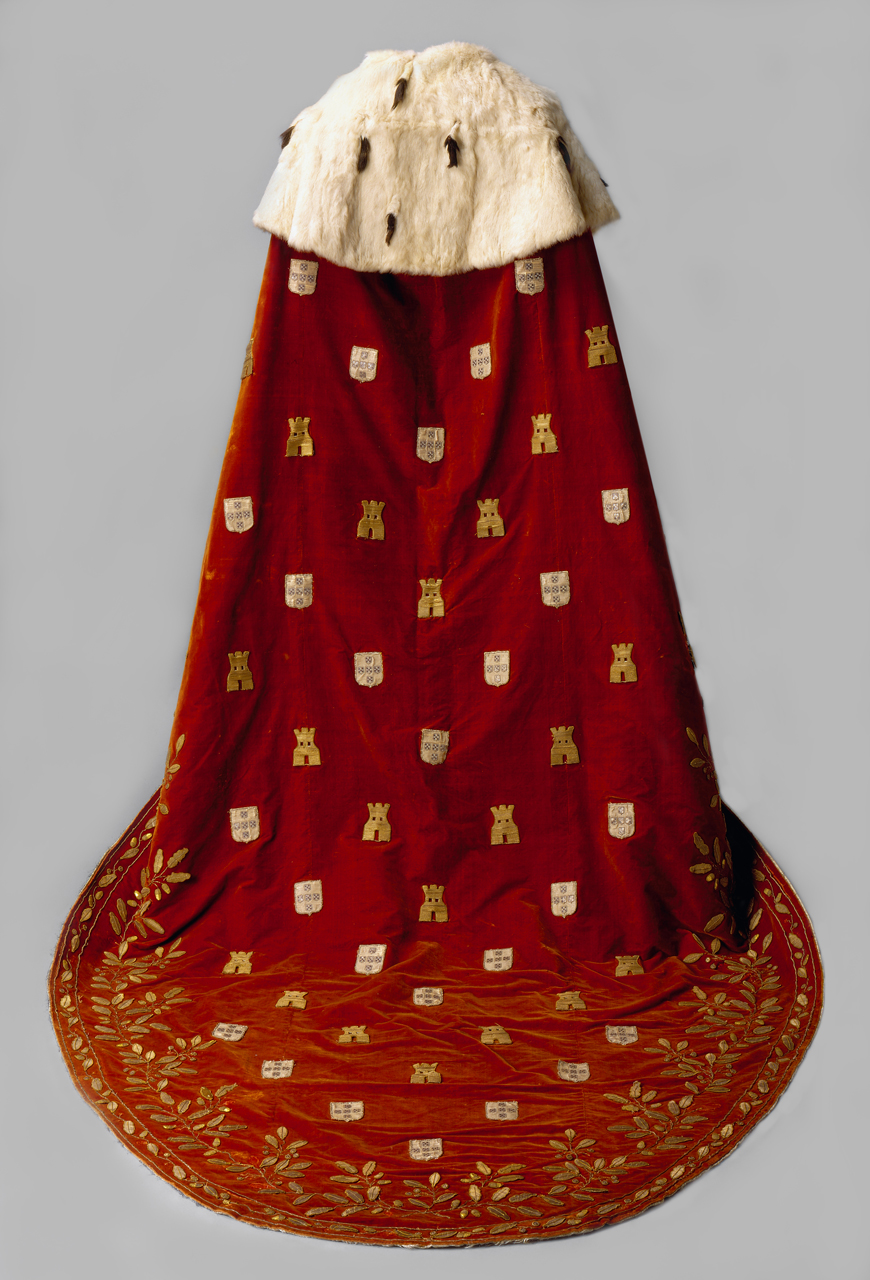
Manto de D. Luís I também conhecido como Manto dos Reis Constitucionais.

Quando Maria Pia de Saboia se tornou rainha consorte de Portugal, o rei Luís I mandou fazer muitas novas joias. Paralelamente, foi confeccionado um novo manto real. Quando a Família Real portuguesa partiu para o exílio, muitas das joias seguiram com a rainha Amélia de Orléans e a rainha mãe Maria Pia de Saboia.
Em 2002 em Haia, durante uma exposição sobre joias da coroa europeias para o qual tinham sido emprestadas, seis peças das joias da coroa portuguesa foram roubadas. Incluindo um diamante de 135 quilates, o castão de bengala do rei D. José I de ouro com 387 brilhantes, um anel com um brilhante de 37 quilates, uma gargantilha com 32 brilhantes e um par de alfinetes na forma de trevo. Na sequência da investigação do museu e das autoridades holandesas, o governo holandês pagou o montante de seis milhões de euros ao governo português para reparação. As joias não foram recuperadas.
Atualmente estão expostas no Museu do Tesouro Real, no Palácio Nacional da Ajuda.